# Metropolitana di Hohhot
La metropolitana di Hohhot è la metropolitana che serve la città cinese di Hohhot.